# Dasmosmilia valida
Espèce
Statut CITES
Dasmosmilia valida est une espèce de coraux appartenant à la famille des Caryophylliidae.